# Lobos Plateados de la BUAP
Los Lobos Plateados de la BUAP es un equipo de la Liga Nacional de Baloncesto Profesional con sede en Puebla.

## Historia
Los Lobos Plateados de la BUAP debutarán en la temporada 2024 en la LNBP como equipo de expansión.

## Gimnasio
Los Lobos Plateados de la BUAP tendrán como sede el Polideportivo "Ignacio Manuel Altamirano" (comercialmente Arena BUAP) con capacidad para 3,500 personas.

## Jugadores

### Roster
| Lobos Plateados de la BUAP Temporada 2024 |    |                                            |                                  |
| C U E R P O T É C N I C O                 |    |                                            |                                  |
| Entrenador                                |    | Bandera de Puerto Rico                     | Allans Colón (Baja)              |
| Entrenador                                |    | Bandera de Argentina                       | Claudio Arrigoni                 |
| Asistente                                 |    | Bandera de Puerto Rico                     | Francisco Soto (Baja)            |
| J U G A D O R E S                         |    |                                            |                                  |
| Escolta                                   | 0  | Bandera de Estados Unidos                  | Karim Scott Rodríguez Carrasco   |
| Escolta                                   | 1  | Bandera de Puerto Rico                     | Isaiah Palermo                   |
| Base                                      | 2  | Bandera de Puerto Rico                     | Eduardo González                 |
| Pívot                                     | 3  | Bandera de Estados Unidos                  | Julian Gamble                    |
| Alero                                     | 5  | Bandera de Estados Unidos                  | Daniel Domonique Hamilton (Baja) |
| Base                                      | 7  | Bandera de Estados Unidos                  | Jordan Alexander Goldwire (Baja) |
| Escolta                                   | 8  | Bandera de México                          | Axel Eduardo Duarte Bojorquez    |
| Ala-pívot                                 | 9  | Bandera de Estados Unidos                  | Maxie Esho                       |
| Alero                                     | 10 | Bandera de Panamá                          | Justin Quintero (Baja)           |
| Base                                      | 11 | Bandera de Estados Unidos                  | Desmond Marquis Washington       |
| Pívot                                     | 13 | Bandera de México                          | Fernando de Jesus Benitez Gomez  |
| Pívot                                     | 14 | Bandera de Estados Unidos                  | Johnathan Bailey Fields III      |
| Ala-pívot                                 | 15 | Bandera de México                          | Jesús Vázquez                    |
| Base                                      | 18 | Bandera de Uruguay                         | Gaston Semiglia (Baja)           |
| Pívot                                     | 21 | Bandera de Estados Unidos                  | Tyrone Dandre Lee (Baja)         |
| Ala-pívot                                 | 23 | Bandera de México                          | Gabriel Vázquez Mejía            |
| Escolta                                   | 24 | Bandera de México                          | Omar De Haro Gutiérrez (Baja)    |
| Escolta/Alero                             | 31 | Bandera de República Democrática del Congo | Christian Eyenga Moenge          |
| Pívot                                     | 40 | Bandera de Estados Unidos                  | Justin Anthony Keenan (Baja)     |
| Escolta                                   | 45 | Bandera de Estados Unidos                  | Rakim Brown (Baja)               |
| = Capitán                                 |    |                                            |                                  |
| = Lesionado                               |    |                                            |                                  |

 =  Cuenta con nacionalidad mexicana. 